# Navarro (Avilés)
Navarro, en asturiano Valliniello, y oficialmente Valliniello / Navarro, es una parroquia del concejo asturiano de Avilés, en España. 
En sus 8,36 km² habitan un total de 1 190 personas (INE, 2010).
Gracias a una petición vecinal se segregó del concejo de Gozón en 1924 para unirse al de Avilés.
En esta parroquia tiene su sede el Navarro Club de Fútbol
El 20% de su superficie está ocupado por el Parque Empresarial del Principado de Asturias.[cita requerida]
La iglesia parroquial data del siglo XII aunque fue reconstruida en 1942. En su interior se encuentran unos valiosos restos románicos formando un baptisterio. De planta de cruz latina, una sola nave, con cavida para 14 bancos de cuatro personas y 8 de cinco. Su altar mayor posee un bonito retablo, bañado en oro, con las imágenes de San Antonio, San José, Cristo y San Pedro; además posee dos capillas laterales con dos bonitos retablos de madera de castaño.
Cuenta con todos los servicios básicos de comunicación, salud, educación, biblioteca, parroquia...
Es una parroquia que está experimentando un gran desarrollo económico, con la construcción del Parque Empresarial del Principado de Asturias (PEPA), además de albergar en su territorio el Centro Cultural Internacional Oscar Niemeyer.

## Entidades de población
Localidades que forman parte de la parroquia:
- La Cabián
- El Campo la Iglesia
- Campovega
- Las Canteras (Les Canteres)
- Los Carbayeros
- El Cueto
- La Escucha
- Estrellín (L'Estrellín)
- La Granda
- Los Guardados (Los Guardaos)
- Llantao
- Piedramenuda
- La Quintana Pedro
- El Refurao
- El Retumés
- San Sebastián
- Tabiella
- Tetuán
- Tuñes
- Vallines
- Villanueva

## Fiestas
San Pedro: domingo más cercano al día de San Pedro, se celebra con misa solemne y procesión con todos los santos de la iglesia por las calles del centro urbano de la parroquia.
Sacramental: segundo domingo de agosto, se celebra con una misa solemne amenizada por la banda de Música y una procesión con el Santísimo por las calles del pueblo.